# 擁抱吧
《擁抱吧》（日语：ハグしちゃお），又名《给我抱抱》，是《哆啦A梦》曾在2005年10月28日至2007年4月20日使用的片头曲。作词：阿木燿子，作曲：宇崎龙童，编曲：京田诚一，主唱：夏川里美，收录专辑：擁抱吧。

## 概要
《擁抱吧》从2005年10月28日香港和日本取代《哆啦A梦之歌》，成为哆啦A梦的片头曲，亦是哆啦A梦自2005年第3作开播以来首次更换片头曲，不过台湾在播放电视动画时没有使用本曲。2007年，本曲被《实现梦想的哆啦A梦》取代。此歌曲亦为哆啦A梦电影作品《大雄的恐龙2006》和《大雄的奇幻大冒险》的片头曲。此歌曲专辑由JVC建伍胜利娱乐于2005年12月21日发行。

## 专辑收录
- 《擁抱吧》（包含演唱版和伴奏版）
- 《ゆいま〜る》（包含演唱版和伴奏版）